# 埃爾卡尼亞菲斯圖洛
埃爾卡尼亞菲斯圖洛（西班牙語：El Cañafístulo），是巴拿馬的城鎮，位於該國中南部，由洛斯桑托斯省的波克里區負責管轄，面積58.4平方公里，海拔高度1,669米，2010年人口363，人口密度每平方公里6.2人。